# Singen (Stadtilm)
Singen ist ein Ortsteil der Stadt Stadtilm im Ilm-Kreis (Thüringen) mit etwa 400 Einwohnern.

## Geografie
Singen liegt im Tal („Singer Grund“) des Singer Bachs, eines rechten Nebenflüsschens der nur 2 km entfernten Ilm auf dem sanften Hügelland der Ilm-Saale-Platte, aus dem nordwestlich der Ortslage landschaftsprägend der Singener Berg mit 583 Metern Höhe und herrlicher Aussicht in alle Richtungen herausragt. Bemerkenswert sind seine Eiben- und Weißtannenbestände. Vom Ort zieht sich westlich der Singer Grund bis hinunter zur Ilm. Der Ort selbst liegt auf einer mittleren Höhe von 460 Metern.

## Geschichte

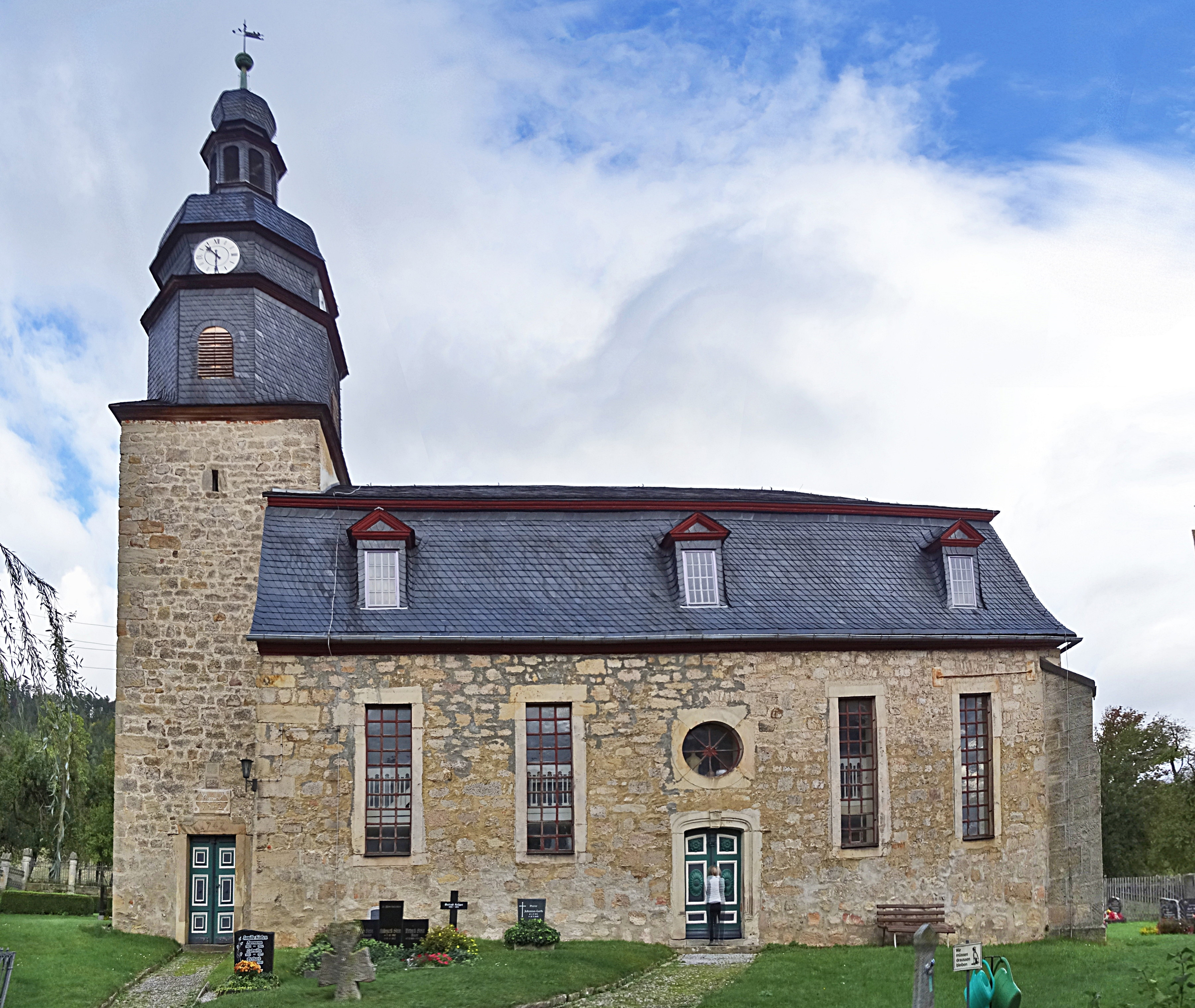
Kirche

Singen wurde im Jahre 1294 erstmals erwähnt. Es war auch ein klostereigenes Dorf des Klosters Paulinzella. In der Gemarkung von Singen gab es noch ein Dorf. Es ist das wüste Rottenbach. Das Plateau vom sagenumwobenen Singener Berg war in vorgeschichtlicher Zeit besiedelt. Die Nutzung ist bis heute unklar. 1721 stand Melissantes noch vor nicht definierten Ruinen. Durch das Dorf führten die Nürnberg-Erfurter Landstraßen. Hinter Singen war dann der Weg frei bis Hamburg. Diese Verbindung gehörte zu den Hanseschen Handelsstraßen. Noch Mitte des 19. Jahrhunderts wurde sie rege genutzt. Der Name des Ortes leitet sich von sengen ab, da hier früher Brandrodungen stattfanden.
Die Kirche des Ortes stammt aus dem Jahr 1745. 1895 erhielt Singen einen Bahnanschluss an der Bahnstrecke Arnstadt–Saalfeld.
Durch den Bau dieser Bahnstrecke wurden bei Erdarbeiten um 1894 fossile Funde entdeckt und geborgen, die 1930 bei erneuten Erdarbeiten ergänzt werden konnten. Dadurch wurde Singen auch archäologisch bekannt.
Bis 1920 gehörte Singen zum Amt Stadtilm im Fürstentum Schwarzburg-Rudolstadt (Oberherrschaft). Von 1920 bis 1952 gehörte der Ort zum Landkreis Arnstadt. 1952 wurde der Landkreis Arnstadt geteilt und Singen gehörte zum nunmehr verkleinerten Kreis Arnstadt. 1994 wurden die Kreise Ilmenau und Arnstadt unter dem Namen Ilm-Kreis wieder vereint. Singen gehörte ab dem 6. April 1994 zur Gemeinde Singerberg, der außerdem noch Dörnfeld an der Ilm, Cottendorf, Traßdorf, Griesheim, Hammersfeld, Geilsdorf und Gösselborn angehörten. Am 1. Juni 1996 ging dann diese Gemeinde in der neu gebildeten Großgemeinde Ilmtal auf. Diese wurde am 1. Juli 2018 nach Stadtilm eingemeindet.

## Wappen
Das Wappen wurde am 17. März 1992 genehmigt.
Blasonierung: „Von Gold und Blau gespalten; vorn auf einem grünen Berg eine stilisierte blaue Schlüsselblume mit grünem Stiel und Kelch; hinten ein goldener aufsteigender Löwe.“
Der steigende goldene Löwe verweist auf eine langjährige Zugehörigkeit der Gemeinde Singen zum Besitz der Schwarzburger Grafen. Bergsymbol und Blume beziehen sich auf den Singener Berg, dem die Gemeinde den Namen gab. Der unmittelbar an der Gemeinde gelegene Berg gilt als markante und mit 583 m höchste Erhebung der Ilmplatte. Die blaue Blume in Form einer Schlüsselblume ergibt sich aus den Singer Ortssagen. Hier taucht mehrfach eine blaue Blume auf, meist als „Schlüssel zum Berg“. Das Gewächs verweist zudem auf den bekanntesten Singener, den Botaniker Schönheit, der von 1826 bis 1870 in dem Ort lebte.
Das Wappen wurde von den Heraldikern Frank Diemar und Frank Jung gestaltet.

## Kultur und Sehenswürdigkeiten

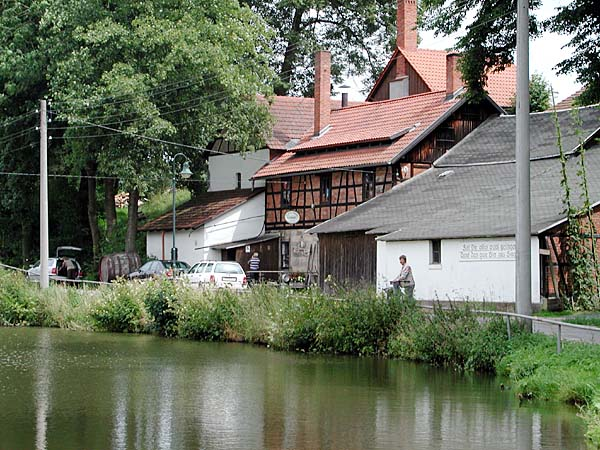
Museumsbrauerei

Neben dem Singener Berg als Wanderziel ist Singen bekannt durch die Brauerei Schmitt. In der unter Denkmalschutz stehenden Familienbrauerei wird mit bis zu 100 Jahre altem Inventar einmal wöchentlich von Hand gebraut. Der Ausstoß reicht gerade für die Belieferung von drei Gasthäusern (in Singen, Gräfinau-Angstedt und Stadtilm) und den Direktverkauf ab Brauerei. Die Museumsbrauerei ist technisches Denkmal und kann täglich (im Winter und bei schlechtem Wetter nach Voranmeldung) besichtigt werden.
Die zwischen 1742 und 1745 errichtete barocke Kirche St. Nicolaus lohnt ebenfalls einen Besuch.
Auf dem Dorfanger steht unter alten Linden ein steinerner Pranger aus dem späten Mittelalter. Damals wurden hier öffentliche Gerichtsverhandlungen abgehalten.
In Singen gibt es vier aktive Vereine, die zahlreiche Veranstaltungen organisieren.

## Wirtschaft und Verkehr

### Wirtschaft
In Singen waren Mitte des 16.
Jahrhunderts 38 Hofbesitzer ansässig. Neben den landwirtschaftlichen Arbeiten boten der Wald und das Fuhrwerksgewerbe Erwerbsmöglichkeiten. Außerdem hatten sie festgelegte Fronarbeit durchzuführen und 38 Tagwerke Getreide zu fahren. Der ehemalige Klosterwald wurde nach der Säkularisation vom Stift Paulinzelle bewirtschaftet und ging dann an den Staat über. 1619 wurde die Försterei Singen eingerichtet. Sie bewirtschaftete 641 Hektar. Später kam der Forst von Griesheim dazu, so dass 789 Hektar Wald unter Singener Obhut standen. 1899 wurde der Waldbezirk Paulinzella II gegründet.
Singen ist noch ein landwirtschaftlich geprägter Ort. Weitere Wirtschaftszweige sind der Tourismus am Singener Berg und die Brauerei.

### Verkehr
Singen hat seit 1895 eine Bahnstation an der Strecke Arnstadt–Saalfeld. Der Haltepunkt Singen (Thür) liegt etwa 1,5 km nordöstlich des Ortes ist ein sogenannter Bedarfshalt. Die Regionalbahnlinie RB 23 der Erfurter Bahn bietet jede Stunde Verbindungen nach Erfurt bzw. Saalfeld.
Straßen gibt es nach Dörnfeld an der Ilm, Rottenbach und Stadtilm.

## Persönlichkeiten
Auf dem Dorffriedhof befindet sich das Grab des Botanikers Friedrich Christian Heinrich Schönheit (1789–1870; Verfasser des Taschenbuch der Flora Thüringens), der 1826 als Pfarrer nach Singen kam und dort 1870 starb.